# Pastoricia

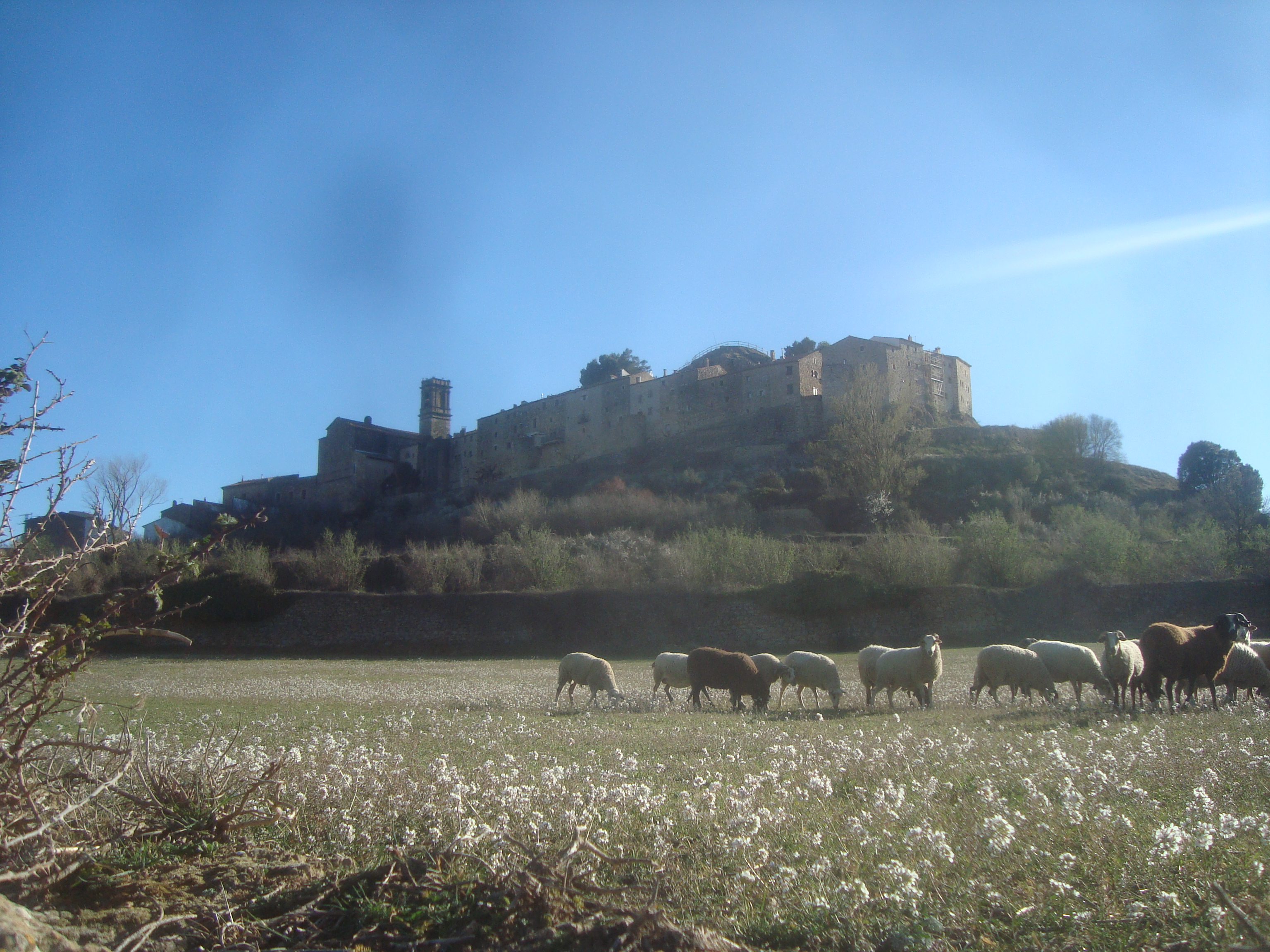
Pastoreo, rebaño de ovejas pastando en Culla (España).

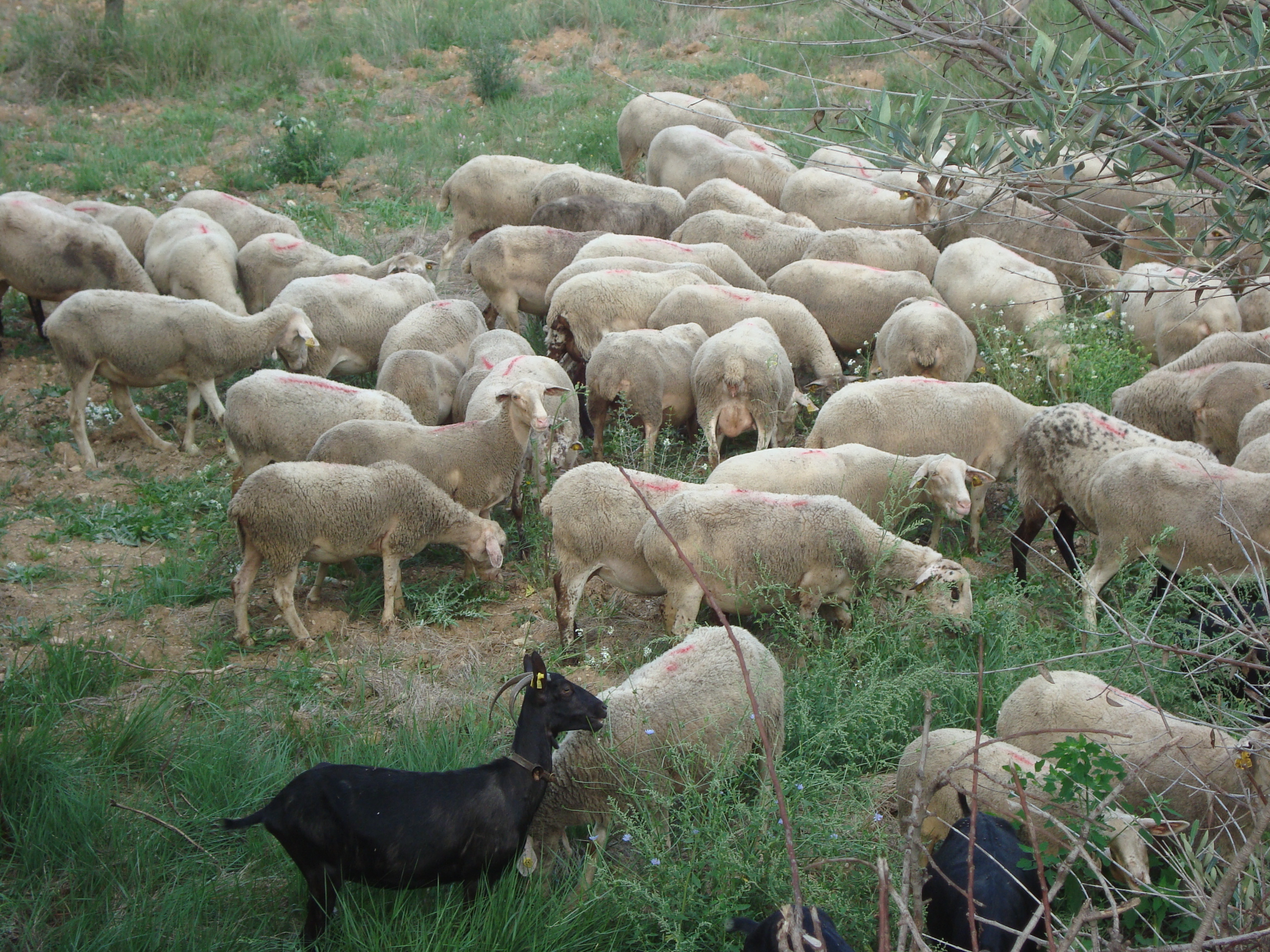
Rebaño de ovejas (Xert, Castellón).

Pastoricia es la rama de la ganadería que corresponde especialmente a la cría de animales que requieren trashumancia de pasturas.
Más estrictamente la pastoricia hace referencia a la cría de ganado menor (caprino y ovino e incluso auquénido) que requieren el pastoreo, cría en la que se exigen relativamente pocos requisitos y cuidados ya que los ganados son dedicados a atender las necesidades de subsistencia humana, en este caso la pastoricia es una ganadería (generalmente extensiva) de subsistencia y, en la actualidad, suele efectuarse en territorios marginales; por ejemplo en ambientes montañosos o de vegetación xerófila o, directamente, en semidesiertos.
Frecuentemente (dado el volumen cárneo de los animales dedicados a la pastoricia) el objetivo principal de esta práctica agropecuaria es la obtención de proteínas a través de los derivados lácteos para la alimentación humana, y la obtención de fibras textiles animales (lana, vellón) para la vestimenta. 
- Datos: Q9056738
- Multimedia: Pastoralism / Q9056738